# Classic Loire-Atlantique 2017
La 18e édition de la Classic Loire-Atlantique a lieu le 18 mars 2017. La course fait partie du calendrier UCI Europe Tour 2017 en catégorie 1.1. C'est également la deuxième épreuve de la Coupe de France de cyclisme sur route 2017.

## Présentation

### Équipes
Classé en catégorie 1.1 de l'UCI Europe Tour, la Classic Loire-Atlantique est par conséquent ouverte aux WorldTeams dans la limite de 50 % des équipes participantes, aux équipes continentales professionnelles, aux équipes continentales et aux équipes nationales.
Dix-sept équipes participent à cette Classic Loire-Atlantique - deux WorldTeams, huit équipes continentales professionnelles, six équipes continentales et une équipe nationale :
| WorldTeams (2)- AG2R La Mondiale - FDJ Équipes continentales professionnelles (8)- Androni Giocattoli - Caja Rural-Seguros RGA - Cofidis, Solutions Crédits - Delko Marseille Provence KTM - Direct Énergie - Fortuneo-Vital Concept - Sport Vlaanderen-Baloise - Wanty-Groupe Gobert Équipes continentales (6)- Armée de terre - Euskadi Basque Country-Murias - FixIT.no - HP BTP-Auber 93 - Kuwait-Cartucho.es - Roubaix Lille Métropole Équipe nationale- France |
| |

## Classements

### Classement final
| \| Classement général \| Classement général \| Classement général \| Classement général \| Classement général \| \| Coureur \| Coureur \| Pays \| Équipe \| Temps \| \| ------------------ \| -------------------- \| ------------------ \| --------------------------- \| ------------------ \| \| 1er \| Laurent Pichon \| France \| Fortuneo-Vital Concept \| 4 h 26 min 19 s \| \| 2e \| Thomas Boudat \| France \| Direct Énergie \| + 0 s \| \| 3e \| Hugo Hofstetter \| France \| Cofidis, Solutions Crédits \| + 0 s \| \| 4e \| Edward Planckaert \| Belgique \| Sport Vlaanderen-Baloise \| + 0 s \| \| 5e \| Samuel Dumoulin \| France \| AG2R La Mondiale \| + 0 s \| \| 6e \| Jérémy Leveau \| France \| Roubaix Lille Métropole \| + 0 s \| \| 7e \| Andrea Vendrame \| Italie \| Androni-Sidermec-Bottecchia \| + 0 s \| \| 8e \| Olivier Le Gac \| France \| FDJ \| + 0 s \| \| 9e \| Flavien Dassonville \| France \| HP BTP-Auber 93 \| + 0 s \| \| 10e \| Odd Christian Eiking \| Norvège \| FDJ \| + 0 s \| |                      |          |                             |                 |
| |                      |          |                             |                 |
| Source : ProCyclingStats |                      |          |                             |                 |
| Classement général |                      |          |                             |                 |
| Coureur | Coureur              | Pays     | Équipe                      | Temps           |
| 1er | Laurent Pichon       | France   | Fortuneo-Vital Concept      | 4 h 26 min 19 s |
| 2e | Thomas Boudat        | France   | Direct Énergie              | + 0 s           |
| 3e | Hugo Hofstetter      | France   | Cofidis, Solutions Crédits  | + 0 s           |
| 4e | Edward Planckaert    | Belgique | Sport Vlaanderen-Baloise    | + 0 s           |
| 5e | Samuel Dumoulin      | France   | AG2R La Mondiale            | + 0 s           |
| 6e | Jérémy Leveau        | France   | Roubaix Lille Métropole     | + 0 s           |
| 7e | Andrea Vendrame      | Italie   | Androni-Sidermec-Bottecchia | + 0 s           |
| 8e | Olivier Le Gac       | France   | FDJ                         | + 0 s           |
| 9e | Flavien Dassonville  | France   | HP BTP-Auber 93             | + 0 s           |
| 10e | Odd Christian Eiking | Norvège  | FDJ                         | + 0 s           |

### Classements annexes
| Classement par points | Classement par points | Classement par points | Classement par points    | Classement par points |
| --------------------- | --------------------- | --------------------- | ------------------------ | --------------------- |
|                       | Coureur               | Pays                  | Équipe                   | Point(s)              |
| 1er                   | Marc Fournier         | France                | FDJ                      | 7 points              |
| 2e                    | Benoît Cosnefroy      | France                | Équipe de France espoirs | 6 pts                 |
| 3e                    | Kévin Le Cunff        | France                | HP BTP-Auber 93          | 6 pts                 |
| modifier              |                       |                       |                          |                       |

| Classement de la montagne | Classement de la montagne | Classement de la montagne | Classement de la montagne | Classement de la montagne |
| ------------------------- | ------------------------- | ------------------------- | ------------------------- | ------------------------- |
|                           | Coureur                   | Pays                      | Équipe                    | Point(s)                  |
| 1er                       | Kévin Le Cunff            | France                    | HP BTP-Auber 93           | 20 points                 |
| 2e                        | Benoît Cosnefroy          | France                    | Équipe de France espoirs  | 8 pts                     |
| 3e                        | Marc Fournier             | France                    | FDJ                       | 8 pts                     |
| modifier                  |                           |                           |                           |                           |

| \| Classement du meilleur jeune \| Classement du meilleur jeune \| Classement du meilleur jeune \| Classement du meilleur jeune \| Classement du meilleur jeune \| \| \| Coureur \| Pays \| Équipe \| Temps \| \| ---------------------------- \| ---------------------------- \| ---------------------------- \| ---------------------------- \| ---------------------------- \| \| 1er \| Thomas Boudat \| France \| Direct Énergie \| en 4 h 26 min 19 s \| \| 2e \| Hugo Hofstetter \| France \| Cofidis \| + 0 s \| \| 3e \| Edward Planckaert \| Belgique \| Sport Vlaanderen-Baloise \| + 0 s \| \| modifier \| \| \| \| \| |                   |          |                          |                    |
| Classement du meilleur jeune |                   |          |                          |                    |
| | Coureur           | Pays     | Équipe                   | Temps              |
| 1er | Thomas Boudat     | France   | Direct Énergie           | en 4 h 26 min 19 s |
| 2e | Hugo Hofstetter   | France   | Cofidis                  | + 0 s              |
| 3e | Edward Planckaert | Belgique | Sport Vlaanderen-Baloise | + 0 s              |
| modifier |                   |          |                          |                    |

### UCI Europe Tour
Cette Classic Loire-Atlantique attribue des points pour l'UCI Europe Tour 2017, par équipes seulement aux coureurs des équipes continentales professionnelles et continentales, individuellement à tous les coureurs sauf ceux faisant partie d'une équipe ayant un label WorldTeam.
| Position,          | 1er | 2e | 3e | 4e | 5e | 6e | 7e | 8e | 9e | 10e | 11e | 12e | 13e à 15e | 16e à 25e |
| Classement général | 125 | 85 | 70 | 60 | 50 | 40 | 35 | 30 | 25 | 20  | 15  | 10  | 5         | 3         |

## Liste des participants
| Légende | Légende                                                                    | Légende | Légende                                                    |
| ------- | -------------------------------------------------------------------------- | ------- | ---------------------------------------------------------- |
| Num     | Dossard de départ porté par le coureur sur cette Classic Loire-Atlantique  | Pos     | Position à l'arrivée de la course                          |
|         | Indique un maillot de champion national ou mondial, suivi de sa spécialité | NP      | Indique un coureur qui n'a pas pris le départ de la course |
| AB      | Indique un coureur qui n'a pas terminé la course                           | HD      | Indique un coureur qui a terminé la course hors des délais |

| AG2R La Mondiale ALM | AG2R La Mondiale ALM     | AG2R La Mondiale ALM |
| -------------------- | ------------------------ | -------------------- |
| Num                  | Coureur                  | Pos                  |
| 1                    | Rudy Barbier (FRA)       | 55e                  |
| 2                    | Clément Chevrier (FRA)   | 67e                  |
| 3                    | Sondre Holst Enger (NOR) | AB                   |
| 4                    | Samuel Dumoulin (FRA)    | 5e                   |
| 5                    | Julien Duval (FRA)       | 61e                  |
| 6                    | Nans Peters (FRA)        | 65e                  |
| 7                    | Christophe Riblon (FRA)  | 77e                  |
| 8                    | Julien Bérard (FRA)      | 20e                  |
| Directeur sportif :  |                          |                      |

| FDJ                 | FDJ                        | FDJ |
| ------------------- | -------------------------- | --- |
| Num                 | Coureur                    | Pos |
| 11                  | Arnaud Courteille (FRA)    | 80e |
| 12                  | Odd Christian Eiking (NOR) | 10e |
| 13                  | Daniel Hoelgaard (NOR)     | AB  |
| 14                  | Olivier Le Gac (FRA)       | 8e  |
| 15                  | Lorenzo Manzin (FRA)       | 59e |
| 16                  | Marc Fournier (FRA)        | 78e |
| 17                  | Cédric Pineau (FRA)        | AB  |
| 18                  | Kévin Réza (FRA)           | 63e |
| Directeur sportif : |                            |     |

| Cofidis COF         | Cofidis COF              | Cofidis COF |
| ------------------- | ------------------------ | ----------- |
| Num                 | Coureur                  | Pos         |
| 21                  | Yoann Bagot (FRA)        | 48e         |
| 22                  | Rayane Bouhanni (FRA)    | 38e         |
| 23                  | Jérôme Cousin (FRA)      | 32e         |
| 24                  | Dorian Godon (FRA)       | 41e         |
| 25                  | Hugo Hofstetter (FRA)    | 3e          |
| 26                  | Mathias Le Turnier (FRA) | AB          |
| 27                  | Anthony Perez (FRA)      | 58e         |
| 28                  | Clément Venturini (FRA)  | AB          |
| Directeur sportif : |                          |             |

| Delko-Marseille Provence-KTM DMP | Delko-Marseille Provence-KTM DMP | Delko-Marseille Provence-KTM DMP |
| -------------------------------- | -------------------------------- | -------------------------------- |
| Num                              | Coureur                          | Pos                              |
| 31                               | Mikel Aristi (ESP)               | AB                               |
| 32                               | Jhon Anderson Rodríguez (COL)    | 87e                              |
| 33                               | Asbjørn Kragh Andersen (DEN)     | 68e                              |
| 34                               | Julien El Farès (FRA)            | 83e                              |
| 35                               | Benjamin Giraud (FRA)            | AB                               |
| 36                               | Thierry Hupond (FRA)             | 60e                              |
| 37                               | Romain Lemarchand (FRA)          | AB                               |
| 38                               | Yannick Martinez (FRA)           | AB                               |
| Directeur sportif :              |                                  |                                  |

| Direct Énergie DEN  | Direct Énergie DEN      | Direct Énergie DEN |
| ------------------- | ----------------------- | ------------------ |
| Num                 | Coureur                 | Pos                |
| 41                  | Thomas Boudat (FRA)     | 2e                 |
| 42                  | Thomas Voeckler (FRA)   | 35e                |
| 43                  | Paul Ourselin (FRA)     | 33e                |
| 44                  | Perrig Quemeneur (FRA)  | 72e                |
| 45                  | Romain Guillemois (FRA) | AB                 |
| 46                  | Romain Sicard (FRA)     | 79e                |
| 47                  | Tony Hurel (FRA)        | 82e                |
| 48                  | Bryan Nauleau (FRA)     | 73e                |
| Directeur sportif : |                         |                    |

| Fortuneo-Vital Concept FVC | Fortuneo-Vital Concept FVC | Fortuneo-Vital Concept FVC |
| -------------------------- | -------------------------- | -------------------------- |
| Num                        | Coureur                    | Pos                        |
| 51                         | Franck Bonnamour (FRA)     | 18e                        |
| 52                         | Anthony Delaplace (FRA)    | 16e                        |
| 53                         | Brice Feillu (FRA)         | 22e                        |
| 54                         | Armindo Fonseca (FRA)      | 56e                        |
| 55                         | Arnaud Gérard (FRA)        | 66e                        |
| 56                         | Pierre-Luc Périchon (FRA)  | 15e                        |
| 57                         | Laurent Pichon (FRA)       | 1er                        |
| 58                         | Florian Vachon (FRA)       | 13e                        |
| Directeur sportif :        |                            |                            |

| Androni Giocattoli AND | Androni Giocattoli AND | Androni Giocattoli AND |
| ---------------------- | ---------------------- | ---------------------- |
| Num                    | Coureur                | Pos                    |
| 61                     | Marco Benfatto (ITA)   | AB                     |
| 62                     |                        |                        |
| 63                     | Matteo Malucelli (ITA) | 40e                    |
| 64                     | Luca Pacioni (ITA)     | 39e                    |
| 65                     | Matteo Spreafico (ITA) | AB                     |
| 66                     | Andrea Vendrame (ITA)  | 7e                     |
| 67                     |                        |                        |
| 68                     |                        |                        |
| Directeur sportif :    |                        |                        |

| Caja Rural-Seguros RGA CJR | Caja Rural-Seguros RGA CJR | Caja Rural-Seguros RGA CJR |
| -------------------------- | -------------------------- | -------------------------- |
| Num                        | Coureur                    | Pos                        |
| 71                         | Alex Aranburu (ESP)        | 51e                        |
| 72                         |                            |                            |
| 73                         | Fabricio Ferrari (URU)     | 24e                        |
| 74                         | Jon Irisarri (ESP)         | 62e                        |
| 75                         | Jonathan Lastra (ESP)      | 46e                        |
| 76                         | Justin Oien (USA)          | 12e                        |
| 77                         | Josu Zabala (ESP)          | 85e                        |
| 78                         |                            |                            |
| Directeur sportif :        |                            |                            |

| Sport Vlaanderen-Baloise SVB | Sport Vlaanderen-Baloise SVB | Sport Vlaanderen-Baloise SVB |
| ---------------------------- | ---------------------------- | ---------------------------- |
| Num                          | Coureur                      | Pos                          |
| 81                           | Aimé De Gendt (BEL)          | 23e                          |
| 82                           | Benjamin Declercq (BEL)      | 29e                          |
| 83                           | Eliot Lietaer (BEL)          | 27e                          |
| 84                           | Edward Planckaert (BEL)      | 4e                           |
| 85                           | Preben Van Hecke (BEL)       | 75e                          |
| 86                           | Thomas Sprengers (BEL)       | 26e                          |
| 87                           | Dries Van Gestel (BEL)       | 30e                          |
| 88                           | Bert Van Lerberghe (BEL)     | 76e                          |
| Directeur sportif :          |                              |                              |

| Wanty-Groupe Gobert WGG | Wanty-Groupe Gobert WGG    | Wanty-Groupe Gobert WGG |
| ----------------------- | -------------------------- | ----------------------- |
| Num                     | Coureur                    | Pos                     |
| 91                      | Simone Antonini (ITA)      | 93e                     |
| 92                      | Frederik Backaert (BEL)    | 47e                     |
| 93                      | Guillaume Levarlet (FRA)   | AB                      |
| 94                      | Guillaume Martin (FRA)     | 70e                     |
| 95                      | Mark McNally (GBR)         | 52e                     |
| 96                      | Kevin Van Melsen (BEL)     | 86e                     |
| 97                      | Pieter Vanspeybrouck (BEL) | 11e                     |
| 98                      | Yoann Offredo (FRA)        | 54e                     |
| Directeur sportif :     |                            |                         |

| Armée de Terre ADT  | Armée de Terre ADT     | Armée de Terre ADT |
| ------------------- | ---------------------- | ------------------ |
| Num                 | Coureur                | Pos                |
| 101                 | Fabien Canal (FRA)     | 94e                |
| 102                 | Thibault Ferasse (FRA) | 19e                |
| 103                 | Damien Gaudin (FRA)    | AB                 |
| 104                 | Yann Guyot (FRA)       | 44e                |
| 105                 | Romain Le Roux (FRA)   | 96e                |
| 106                 | Julien Loubet (FRA)    | AB                 |
| 107                 | Jimmy Raibaud (FRA)    | 50e                |
| 108                 | Steven Tronet (FRA)    | 71e                |
| Directeur sportif : |                        |                    |

| HP BTP-Auber 93 AUB | HP BTP-Auber 93 AUB       | HP BTP-Auber 93 AUB |
| ------------------- | ------------------------- | ------------------- |
| Num                 | Coureur                   | Pos                 |
| 111                 | David Menut (FRA)         | 69e                 |
| 112                 | Jérémy Bescond (FRA)      | 34e                 |
| 113                 | Flavien Dassonville (FRA) | 9e                  |
| 114                 | Damien Touzé (FRA)        | 14e                 |
| 115                 | Pierre Gouault (FRA)      | 45e                 |
| 116                 | Alo Jakin (EST)           | 31e                 |
| 117                 | Kévin Le Cunff (FRA)      | 81e                 |
| 118                 | Anthony Maldonado (FRA)   | 17e                 |
| Directeur sportif : |                           |                     |

| Roubaix Lille Métropole RLM | Roubaix Lille Métropole RLM | Roubaix Lille Métropole RLM |
| --------------------------- | --------------------------- | --------------------------- |
| Num                         | Coureur                     | Pos                         |
| 121                         | Julien Antomarchi (FRA)     | 36e                         |
| 122                         | Joeri Calleeuw (BEL)        | 37e                         |
| 123                         | Jérémy Cabot (FRA)          | AB                          |
| 124                         | Emiel Vermeulen (BEL)       | AB                          |
| 125                         | Jérémy Leveau (FRA)         | 6e                          |
| 126                         | Félix Pouilly (FRA)         | 43e                         |
| 127                         | Lander Seynaeve (BEL)       | 49e                         |
| 128                         | Nicolas Vereecken (BEL)     | 64e                         |
| Directeur sportif :         |                             |                             |

| Euskadi Basque Country-Murias EUS | Euskadi Basque Country-Murias EUS | Euskadi Basque Country-Murias EUS |
| --------------------------------- | --------------------------------- | --------------------------------- |
| Num                               | Coureur                           | Pos                               |
| 131                               | Ander Barrenetxea (ESP)           | AB                                |
| 132                               | Garikoitz Bravo (ESP)             | 74e                               |
| 133                               | Mikel Iturria (ESP)               | 25e                               |
| 134                               | Adrián González (ESP)             | AB                                |
| 135                               | Julen Irizar (ESP)                | 91e                               |
| 136                               | Eneko Lizarralde (ESP)            | AB                                |
| 137                               | Beñat Txoperena (ESP)             | 84e                               |
| 138                               | Gotzon Udondo (ESP)               | AB                                |
| Directeur sportif :               |                                   |                                   |

| FixIT.no FIX        | FixIT.no FIX               | FixIT.no FIX |
| ------------------- | -------------------------- | ------------ |
| Num                 | Coureur                    | Pos          |
| 141                 | Jon Sæverås Breivold (NOR) | AB           |
| 142                 | Ken-Levi Eikeland (NOR)    | AB           |
| 143                 | Sindre Eid Hermansen (NOR) | AB           |
| 144                 | Åsmund Romstad Løvik (NOR) | AB           |
| 145                 | Matti Manninen (FIN)       | AB           |
| 146                 | Marius Blålid (NOR)        | AB           |
| 147                 | Bjørnar Øverland (NOR)     | AB           |
| 148                 |                            |              |
| Directeur sportif : |                            |              |

| Kuwait-Cartucho.es KWC | Kuwait-Cartucho.es KWC      | Kuwait-Cartucho.es KWC |
| ---------------------- | --------------------------- | ---------------------- |
| Num                    | Coureur                     | Pos                    |
| 151                    | Awet Gebremedhin (ERI)      | 88e                    |
| 152                    | Edwin Torres (VEN)          | AB                     |
| 153                    | Fernando Grijalba (ESP)     | AB                     |
| 154                    | José Manuel Gutiérrez (ESP) | 90e                    |
| 155                    | Andreas Keuser (GER)        | AB                     |
| 156                    | Davide Rebellin (ITA)       | 21e                    |
| 157                    | Songezo Jim (RSA)           | AB                     |
| 158                    |                             |                        |
| Directeur sportif :    |                             |                        |

| Équipe de France espoirs FRA | Équipe de France espoirs FRA | Équipe de France espoirs FRA |
| ---------------------------- | ---------------------------- | ---------------------------- |
| Num                          | Coureur                      | Pos                          |
| 161                          | Alexys Brunel (FRA)          | 89e                          |
| 162                          | Benoît Cosnefroy (FRA)       | 28e                          |
| 163                          | Simon Guglielmi (FRA)        | 53e                          |
| 164                          | Jérémy Lecroq (FRA)          | 42e                          |
| 165                          | Valentin Madouas (FRA)       | 57e                          |
| 166                          | Yoann Paillot (FRA)          | 92e                          |
| 167                          | Pierre Idjouadiene (FRA)     | AB                           |
| 168                          | Simon Sellier (FRA)          | 95e                          |
| Directeur sportif :          |                              |                              |